# Прайс, Стюарт
Стюарт Дэвид Прайс (англ. Stuart David Price) (также известен под псевдонимами Thin White Duke, Jacques Lu Cont и Man with Guitar, род. 9 сентября 1977, Париж, Франция) — британский музыкант, музыкальный продюсер.

## Музыкальная карьера
Свою творческую деятельность Прайс начал в 1998 году вместе с Джонни и Эдамом Блейком в коллективе «Zoot Woman», исполняющем электронную музыку. Однако музыкальная деятельность Прайса не ограничилась участием в этой группе: музыкант осуществлял свою деятельность также в рамках проекта «Paper Faces», а в 1999 году он предстал в образе вымышленного французского музыканта Жака Лю Конта (фр. Jacques Lu Cont) с композицией «Jacques Your Body (Makes Me Sweat)», имевшей некоторый успех (добралась до 60 строки британского национального чарта). Позже композиция была использована в рекламе автомобиля «Citroën C4» и снова выпущена в 2005 году, достигнув 9 строки британского чарта.
Наиболее популярной сольной работой музыканта стал альбом «Darkdancer», выпущенный в 1999 году в рамках проекта «Les Rythmes Digitales» и затем несколько раз переизданный. В 2006 году альбом был издан в России.
Большую известность музыканту принесла деятельность по выпуску ремиксов на известные композиции. На данном поприще Прайс поработал со многими знаменитыми исполнителями. Так, ремикс на песню группы «No Doubt» «It’s My Life» принес музыканту в 2004 году первую премию «Грэмми». В 2005 году Прайс получил две номинации на премию «Грэмми»: за продюсерскую работу над песней «Guilt Is a Useless Emotion» группы «New Order», а также за ремикс на песню «Mr. Brightside» группы «The Killers» (выпущен под псевдонимом «Thin White Duke»).

Более широкую известность музыкант обрел благодаря работе над альбомом «Confessions on a Dance Floor» американской певицы Мадонны, на котором он выступил как основной продюсер и соавтор многих песен. Прайс и ранее сотрудничал с знаменитой певицей: в 2001 году он работал клавишником в ходе гастрольного тура «Drowned World», а в 2004 — музыкальным директором тура «Re-Invention».

## Дискография

### Проект «Zoot Woman»
- Living in a Magazine (2001),
- Zoot Woman (2003).

### Проект «Les Rythmes Digitales»
- Libération (1996),
- Darkdancer (1999).

### Проект «Jacques Lu Cont»
- Fabric Live 09 (2003).

## Список песен, написанных Прайсом
Стюарт Прайс является соавтором ряда песен Мадонны:
- С альбома 2003 года «American Life»:
  - «X-Static Process», написана в соавторстве с Мадонной.
- С альбома 2005 года «Confessions on a Dance Floor»:
  - «Hung Up», написана в соавторстве с Бенни Андерссоном и Бьорном Ульвеусом.
  - «Get Together» написана в соавторстве с Мадонной, Андерсом Багге и Пэром Эстромом.
  - «Sorry» написана в соавторстве с Мадонной.
  - «I Love New York», написана в соавторстве с Мадонной.
  - «Let It Will Be», написана в соавторстве с Мадонной и Мирвэ Ахмадзаем.
  - «Forbidden Love», написана в соавторстве с Мадонной.
  - «Jump», написана в соавторстве с Мадонной и Джо Генри.
  - «Isaac», написана в соавторстве с Мадонной.
  - «Push», написана в соавторстве с Мадонной.

Стюарт Прайс также является соавтором песни Джульет Ричардсон:
- с альбома 2005 года «Random Order»:
  - «Avalon», написана в соавторстве с Джульетт Ричардсон.

## Список ремиксов, сделанных Прайсом
- Для «Aloud»:
  - «Sex and Sun (Thin White Duke Remix)».
- Для Бэка:
  - «Mixed Bizness (Nu Wave Dreamix)»: с сингла «Mixed Bizness» (2000)
- Для «Bis»:
  - «Eurodisco (Les Rythmes Digitales Remix)»: с сингла «Eurodisco» (1998)
- Для Бритни Спирс
  - «Breathe On Me (Jacques Lu Cont Mix)»: с сингла «Breathe On Me» (2003)
  - «Breathe On Me (Thin White Duke Mix)»: с альбома «B in the Mix: The Remixes» (2005)
- Для «Cassius»
  - «Feeling for You (Les Rythmes Digitales Dreamix)»
- Для «Chromeo»
  - «Needy Girl (Paper Faces Remix)»: с альбома «She's In Control» (2004)
- Для «Coldplay»
  - «Talk (Thin White Duke Remix)»: с сингла «Talk» (2006)
- Для «The Dysfunctional Psychadelic Waltons»
  - «Payback Time (Jacques Lu Cont’s Thin White Duke Mix)»: с сингла «Payback Time» (2003)
- Для «Depeche Mode»:
  - «A Pain That I’m Used To (Jacques Lu Cont Mix)»: с альбома «Playing the Angel» (2005)
- Для «Electric Six»:
  - «Danger! High Voltage (Thin White Duke Mix)»: с альбома «Fire» (2003)
- Для «The Faint»:
  - «The Conductor (Thin White Duke Remix)»: с альбома «Danse Macabre» (2001)
- Для «Felix da Housecat»:
  - «Silver Screen Shower Scene (Jacques Lu Cont Mix)»: с альбома «Kittenz and Thee Glitz» (2002)
  - «Ready 2 Wear (Paper Faces Mix)»: с альбома «Devin Dazzle & The Neon Fever» (2005)
- Для «Fischerspooner»:
  - «Just Let Go (Thin White Duke Mix)»: с альбома «Odyssey» (2005)
- Для «Gerling»:
  - «Dust Me Selecta (Jacques Lu Cont Remix)»: с альбома «When Young Terrorists Chase The Sun» (2001)
- Для «Goldfrapp»:
  - «Twist (Jacques Lu Cont’s Conversion Perversion Mix)»: с альбома «Black Cherry» (2003)
- Для Гвен Стефани:
  - «What You Waiting For? (Jacques Lu Cont’s Thin White Duke Mix)»: с альбома «Love. Angel. Music. Baby.» (2004)
  - «What You Waiting For? (Jacques Lu Cont’s Thin White Duke Dub)»: с альбома «Love. Angel. Music. Baby.» (2004)
  - «What You Waiting For? (Jacques Lu Cont’s Radio Mix)»: с альбома «Love. Angel. Music. Baby.» (2004)
- Для Джульет Ричардсон:
  - «Avalon (Jacques Lu Cont Versus Remix)»
  - «Ride The Pain (Jacques Lu Cont Thin White Duke Mix)»: с альбома «Random Order» (2005)
- Для «The Killers»:
  - «Mr. Brightside (Jacques Lu Cont’s Thin White Duke Mix)»: с альбома «Hot Fuss» (2004)
- Для Мадонны:
  - «Hollywood (Jacques Lu Cont’s Thin White Duke Mix)»: с сингла «Hollywood» (2003)
  - «Hung Up (S.D.P. Extended Vocal)»: с сингла «Hung Up» (2005)
  - «Sorry (Man with Guitar Remix)»: с сингла «Sorry» (2005)
  - «Let It Will Be (Paper Faces Mix)»: с сингла «Sorry» (2005)
  - «Get Together (Jacques Lu Cont Mix)»: с альбома «Confessions Remixed» (2006)
  - «I Love New York (Thin White Duke Mix)»: с альбома «Confessions Remixed» (2006)
- Для Мирвэ:
  - «Naïve Song (Les Rythmes Digitales Remix)»: с сингла «Naïve Song» (2000)
  - «Miss You (Thin White Duke Remix)»: с альбома «Production» (2000)
- Для Мисси Эллиотт:
  - «Lose Control (Jacques Lu Cont Remix)»: с альбома «The Cookbook» (2005)
- Для «The Music»
  - «Bleed From Within (Thin White Duke Dub)»: с альбома «Welcome To The North» (2004)
  - «Bleed From Within (Thin White Duke Mix)»: с сингла «Breakin'» (2005)
- Для «New Order»:
  - «Jetstream (Jacques Lu Cont Remix)»: с сингла «Jetstream» (2005)
- Для «No Doubt»:
  - «It’s My Life (Jacques Lu Cont’s Thin White Duke Mix)» (2003): с альбома «The Singles 1992-2003» (2003)
- Для «Placebo»:
  - «Pure Morning (Les Rythmes Digitales Remix)»
- Для «Röyksopp»:
  - «What Else Is There? (Thin White Duke Mix)»: с альбома «The Understanding» (2005)
- Для «Scissor Sisters»:
  - «Comfortably Numb (Paper Faces Mix)»: с альбома «Scissor Sisters» (2004)
  - «Laura (Paper Faces Mix)»: с альбома «Scissor Sisters» (2004)
  - «Filthy/Gorgeous (Paper Faces Mix)»: с альбома «Scissor Sisters» (2004)
- Для Starsailor:
  - «Four to the Floor (Thin White Duke Mix)»: с альбома «Silence Is Easy» (2003)
  - «Tell Me It’s Not Over (Thin White Duke Remix)»: с сингла «Tell Me It's Not Over» (2009)

Для «Lady Gaga»:
- - «Paparazzi (Stuart Price Remix)»: для сингла «Paparazzi» (2009)